# إلدا إيما أندرسون
إلدا إيما أندرسون (بالإنجليزية: Elda Emma Anderson) هي فيزيائية وباحثة في مجال الصحة من الولايات المتحدة الأمريكية. عملت خلال الحرب العالمية الثانية في مشروع مانهاتن لدى جامعة برينستون، ومختبر لوس ألاموس حيث أعدت أول نموذج لليورانيوم نوع 235 في المختبر. بعد تخرجها من جامعة ويسكونسن أصبحت أستاذة في الفيزياء في كلية ميلووكي-داونير، وذلك في العام 1929.
بعد الحرب إزداد اهتمامها بالفيزياء الطبية. فعملت في قسم الفيزياء الطبية لمختبر أوك-ردج الوطني. كما أنشئت الوكالة المهنية التي تعرف بأسم المجلس الأمريكي للفيزياء الطبية.

## بداية حياتها
ولدت في غرين-ليك بولاية ويسكونسن بتاريخ 5 تشرين الأول 1899. وقد ولد والدها إدوين أ. أندرسون في ويسكونسن. بينما ولدت والدتها لينا (الاسم قبل الزواج: هيلر) في ألمانيا.
كانت إلدا واحدة من بين ثلاث أخوات. وقد أسرتها الارقام منذ طفولتها لكنها أرادت أن تصبح معلمة رياض أطفال. حتى تغير اهتمامها لاحقا نحو العلوم بفعل تأثير أختها الكبرى بشكل جزئي، والتي كانت مرشدة مساعدة في الكيمياء. رغم تعليق عائلة إلدا أمالا كبيرة على مستقبلها الا أنهم دعموها في مسيرتها الأكاديمية.
حصلت على البكلوريوس من كلية ريبون عام 1922. ثم على الماجستير من جامعة ويسكونين عام 1924. ثم عملت كمدرسة في جامعة إيسثر-فيل في ولاية أيوا للفترة (1924-1927). وعينت عميدة لأقسام الفيزياء والكيمياء والرياضيات. بعد ذلك أصبحت أستاذة فيزياء في كلية ميلووكي-داونير عام 1929. ثم ترأست قسم الفيزياء عام 1934.

## سيرتها المهنية
حصلت على شهادة الدكتوراة من جامعة ويسكونسن عام 1941. بعد أن كتبت أطروحتها عن مستويات الطاقة في الطيف الذري co vii – co viii. بعد ذلك مباشرة أخذت وقتا للقيام بأبحاث حربية تتعلق بمشروع مانهاتن في مركز البحث والتطوير العلمي بجامعة برينستون. بعد فترة وجيزة قدمت لها وظيفة لاكمال ابحاثها في معهد لوس-ألاموس. في موقعها الجديد درست قياسات الانشطار الاساسية بما في ذلك نحليل التأخير المتعلق بامتصاص وانبعاث النيوترونات. مثل هذا العمل جعلها تعمل لقرابة 16 ساعة يوميا.
من بين انجازات أخرى أعدت أول نموذج لليورانيوم 235 في المختبر. كانت تعيش في سكن داخلي مع طلاب أصغر منها عمرا (كانت بعمر الخمسين سنة). ولذا فقد عينت في محل المسؤولية. وكانت تعمل غالبا في المساء بينما ترتدي البنطال والقميص وهو ما لم يكن مألوفا بين نساء جيلها.
بعد الحرب غادرت لوس-ألاموس في عام 1947 وعادت للتدريس في كلية ميلووكي. لكن عملها في الفيزياء النووية ولد لديها شغف بالتأثيرات الصحية للإشعاع.عام 1949 تركت التعليم وبدأت مسيرة مهنية في الفيزياء الطبية. تحديدا في مختبر أوك-ردج في الوطني في تينيسي. والذي كان تأسس منذ خمس سنوات فقط. وأصبحت أول رئيسة لقسم التعليم والتدريب.
ساعدت في إنشاء برنامج تدريب جديد بينما تدرس وترشد زملاءها من الطلاب منذ العام 1949. وأصبحت أول رئيسة لقسم الفيزياء الطبية في المختبر. كما عملت مع أعضاء القسم في جامعة فانديربيلت في ناشفل، تينيسي لانشاء برنامج ماجستير في الفيزياء الطبية. عرف عنها تقديمها للمساعدة للطلاب سواء بالشأن الاكاديمي أو الشخصي. وكانت تقدم المشورة لهم وحتى القروض احيانا. اسست أول صف عالمي في اختصاصها في ستوكهولم، السويد عام 1958. ودعمت مؤسسة مجتمع الفيزياء الطبية منذ العام 1955. وعملت كسكرتيرة ميثاق ورئيسة للمجمتمع في السنوات (1955-1960).
أنشئت أول وكالة مهنية والمعروفة بأسم المجلس الأمريكي للفيزياء الطبية.رغم صراعها مرض ابيضاض الدم منذ العام 1956 الا انها استمرت بمسيرتها المهنية وحافظت على موقعها حتى وفاتها في عام 1961.
تبعاً للحرب، في عام 1947 تركت أندرسون لوس ألاموس وعادت للتدريس في جامعة ميلووكي ـ داونر، ولكن مشاركتها في مجال الفيزياء الذرية دفعها للاهتمام في مؤثرات الإشعاع على الصحة. في عام 1949، تركت التدريس لتبدأ مسيرة مهنية في الفيزياء الصحية. في قسم الفيزياء الصحية لمختبر أوك ريدج الوطني في تينيسي -الذي كان قد افتُتح منذ خمس سنوات فقط قبل انضمامها- أصبحت أول مديرة للتعليم والتدريب. أمضت مسيرتها المهنية في المساعدة لإنشاء البرنامج الجديد في الفيزياء الصحية، والتعليم وتقديم المشورة لزملاء الدراسات العليا في تخصص الفيزياء الصحية من عام 1949.

## موتها وإرثها العلمي
أصيبت إلدا التي لم تتزوج ولم تنجب أطفالا بمرض إبيضاض الدم عام 1956. وماتت بعد ذلك بخمس سنوات تقريبا (تحديدا 17 نيسان 1961) في أوك-ردج، تينيسي نتيجة للمرض ولأصابتها بسرطان الثدي، (من المحتمل أن عملها مع المواد المشعة كان السبب في مرضها). وقد دفنت في غرين-ليك، ويسكونسن. حيث كانت أختها وابنة اختها ناتالي تار-ميلمان ما تزالان على قيد الحياة.
غطت الصحف والمجلات العلمية تأبين الدكتورة. وقد كتبها زملاء وطلاب سابقون لها. يتم تكريم ذكراها سنويا من قبل مجتمع الفيزياء الصحية. وذلك بمنح جائزة تحمل إسمها لعضو شاب في المجتمع.

## المنشورات المختارة
- أطروحة شهادة الدكتوراه: في أندرسون، في إلدا E. (عام 1941). مستويات منخفضة الطاقة في السلسلة الذرية من الكوبالت VII والنيكل VIII. جامعة وينسكنسن ـ ماديسون.
- ماك، J.E، وأندرسون،E. E. (عام 1944). A نطاق متعدد يبلغ طوله 21 قدم لمسح مدى تأثير منظار تحليل الطيف. مراجعة الأدوات العلمية. 15(2): 28ـ36.